# Veliki Bilač
Veliki Bilač – wieś w Chorwacji, w żupanii pożedzko-slawońskiej, w gminie Čaglin. W 2011 roku liczyła 36 mieszkańców.